# جیرجیر

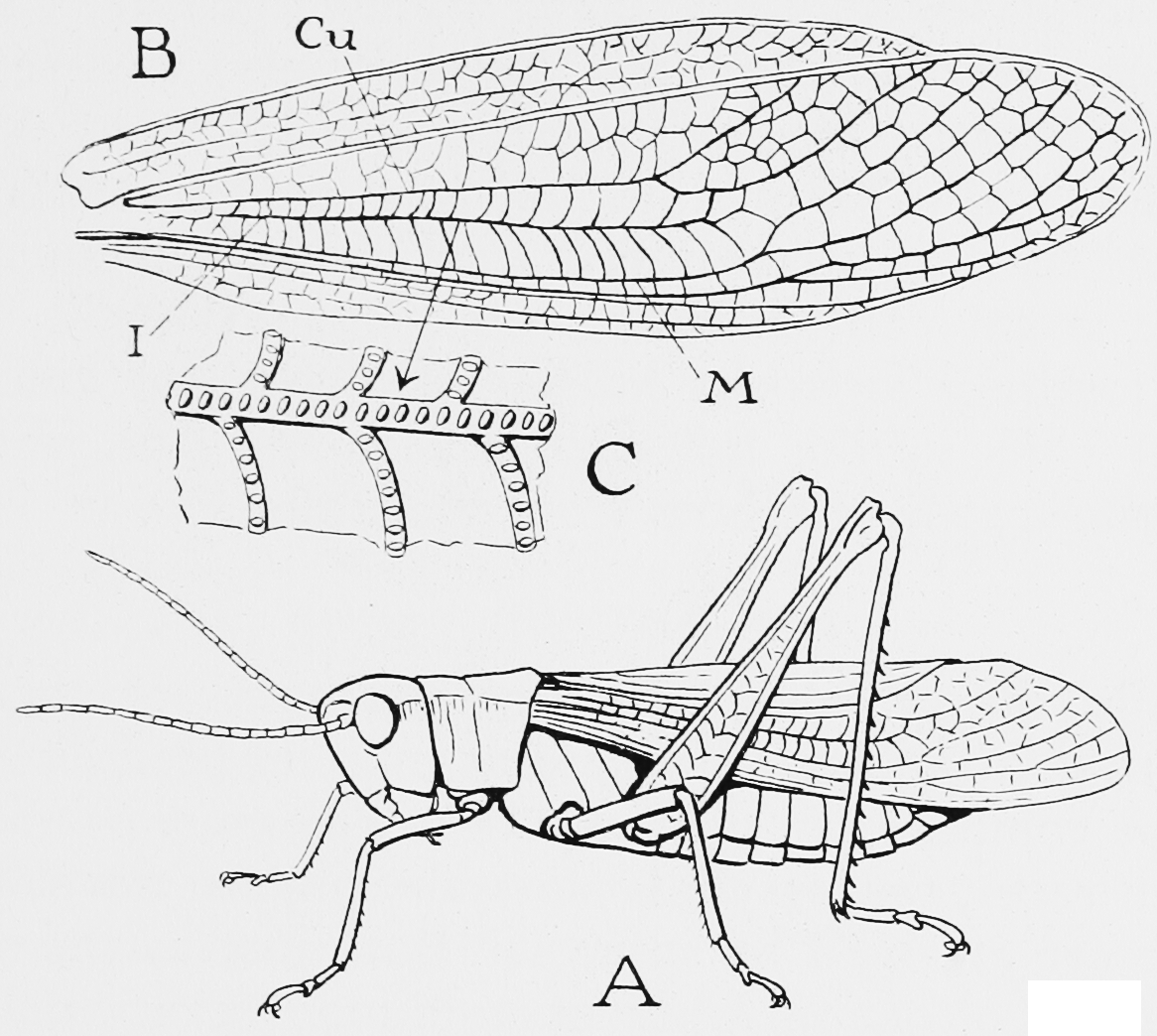
جیرجیر ملخ؛ در زیر: ملخ نر (A). در بالا: دندانه‌های روی بال (B)، و در وسط: آج‌های تنه (C).

جیرجیر (به انگلیسی: Stridulation) عمل تولید صدا از طریق مالش دو قسمت از بدن به هم است.
این اصطلاح عملاً بیشتر برای اشاره به تولید صدای بدنی حشرات استفاده می‌شود که هدف از آن جلب توجه جنس مخالف است. در حشرات بیشتر نرها هستند که با جیرجیر توجه ماده‌ها را جلب می‌کنند. البته بسیاری از ماده‌ها نیز زمانی که نر با رقص عشق نزدیک شود با جیرجیر کردن پاسخ می‌دهند.
از حشراتی که جیرجیر می‌کنند می‌شود به جیرجیرک، زنجره، و ملخ اشاره کرد. در اندام‌هایی که صدای جیرجیر تولید می‌کنند ردیفی از دندانه یا لبه‌ای آج‌دار مشاهده می‌شود که روبه‌روی آن‌ها سطحی سخت قرار دارد که اندام دندانه‌دار بر روی آن کشیده می‌شود. به اندام دندانه‌دار جیرجیرکننده خراشنده plectrum و به سطح سفتی که شیارهای ریزی دارد و خراشنده بر روی آن کشیده می‌شود سوهانچه file یا خراشیده stridulitrum یا pars stridens گفته می‌شود.
گاه اندامی که سوهانچه را حمل می‌کند با لرزش‌های خود باعث تولید صدا می‌شود.
زنجره‌های نر در شکم خود غشایی دارند که دُهُلَک نام دارد و جیرجیر یا همان صدای ویژه این جانور به‌وسیله آن تولید می‌شود. در شاپرک‌های ببری Arctiidae دهلک ناحیه‌ای تغییریافته از سینه‌گاه است که تقه‌هایی با بسامد بالا در آن تولید می‌شود.